# Olympische Winterspiele 2010/Teilnehmer (Marokko)
| Gelbes Symbol für Goldmedaillen mit stilisierten Olympischen Ringen | Graues Symbol für Silbermedaillen mit stilisierten Olympischen Ringen | Braundes Symbol für Bronzemedaillen mit stilisierten Olympischen Ringen |
| ------------------------------------------------------------------- | --------------------------------------------------------------------- | ----------------------------------------------------------------------- |
| —                                                                   | —                                                                     | —                                                                       |

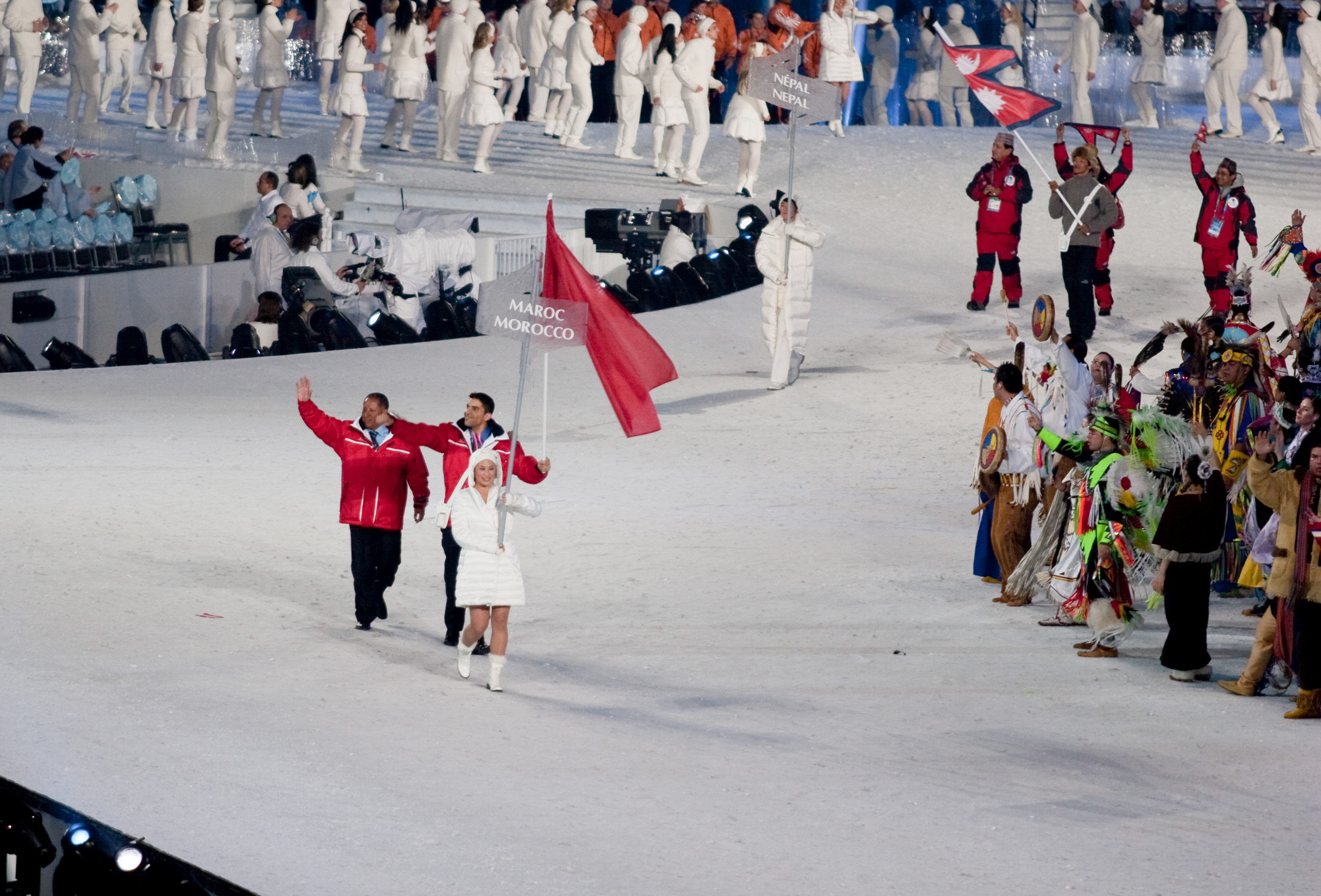
Einmarsch der marokkanischen Delegation

Marokko nahm an den Olympischen Winterspielen 2010 im kanadischen Vancouver mit einem Sportler teil.

## Teilnehmer nach Sportarten

### Ski Alpin
| Athleten       | Wettbewerbe  | 1. Lauf     | 2. Lauf     | Gesamt      | Gesamt |
| Athleten       | Wettbewerbe  | Zeit        | Zeit        | Zeit        | Rang   |
| -------------- | ------------ | ----------- | ----------- | ----------- | ------ |
| Männer         |              |             |             |             |        |
| Samir Azzimani | Riesenslalom | 1:32,02 min | 1:34,61 min | 3:06,63 min | 74     |
| Samir Azzimani | Slalom       | 1:00,43 min | 1:02,00 min | 2:02,43 min | 44     |